# La Madone Médicis (Michel-Ange)
La Madone Médicis (en italien Madonna Medici) est une statue en marbre réalisée par Michel-Ange entre 1521 et 1534. Elle fait partie de la décoration de la Sagrestia Nuova, la nouvelle sacristie de la basilique San Lorenzo de Florence. Sa hauteur est de 226 cm.

## Histoire
Nommée dans les registres des œuvres de Michel-Ange Madonna col Bambinio, la correspondance de Michel-Ange et d'autres documents indiquent que la Vierge à l'Enfant connue sous le nom de Madone Médicis, est parmi les premières statues à être commencées pour l'autel de la Sagrestia Nuova dès 1521, mais elle n'est toujours pas achevée en 1526 et pas plus avancée en 1534 quand le maître part définitivement pour Rome en la laissant incomplète. 
Elle devait initialement décorer les niches du tombeau des « Magnifiques », Laurent de Médicis et son frère Julien de Médicis, avec les saints Côme et Damien, comme l'atteste le copie d'un dessin original de Michel-Ange conservé au musée du Louvre. Le bloc de marbre destiné à la Madone est cité dès le 21 avril 1523 dans un document des tailleurs de pierre de Carrare.
Elle est laissée inachevée dans son état actuel lors du départ de Michel-Ange et a dû rester dans l'atelier florentin de l'artiste dans les années 1540. Elle devrait avoir été transportée à la sacristie par Niccolò Tribolo, qui installe également les autres statues sur les sarcophages, qu'en 1559 avec les saints Côme et Damien, après le transfert des dépouilles des « Magnifiques » dans la chapelle.
Il existe quelques dessins préparatoires datant d'environ 1524 au British Museum (numéro d'inventaire 1859-6-25-570) et au musée Albertina (numéro d'inventaire 152), qui montrent un groupe moins compact, avec les jambes de la Madone parallèles.

## Description
Le schéma de composition présente plusieurs similitudes avec le bas-relief ancien de la Vierge à l'escalier. La Vierge est assise sur un bloc de marbre plus ou moins cubique et allaite l'Enfant qui se tourne vers elle avec une torsion prononcée, cachant son visage au spectateur. Ce mouvement, avec les jambes entrelacées de Marie, génère un dynamisme tourbillonnant, qui est équilibré par la tête inclinée de la Vierge, à l'image de ce qui se passe également dans le Génie de la Victoire plus ou moins contemporain.
L'Enfant Jésus, assis sur les genoux de la Vierge Marie, tourne le dos au spectateur. L'Enfant se porte vers le sein de la Vierge Mère, qui semble lui refuser. La Vierge Marie est assise avec son bras droit derrière elle et elle saisit le bord de son siège ; sa main gauche repose sur le bras de l'Enfant mais ne l'étreint en aucun cas, ni ne lui offre une étreinte. Une autre indication de la Vierge Mère éloignant l'Enfant de sa poitrine est visible à travers le vêtement en chiton ceinturé qu'elle porte qui la dissimule complètement. Une copie romaine de la statue de Pénélope du Ve siècle pourrait influencer la pose de cette sculpture.

## Analyse

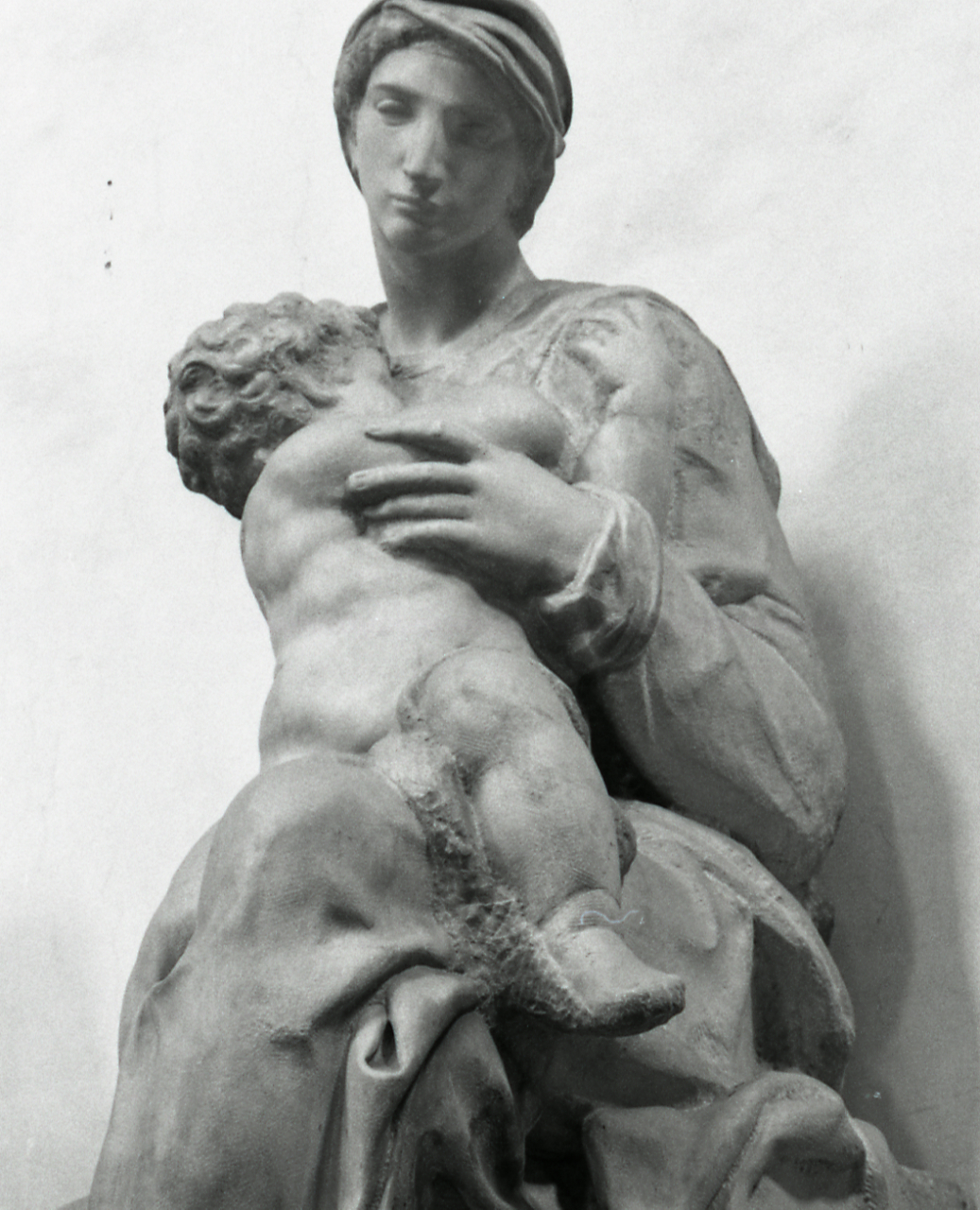
Détail.

À travers les écrits personnels, les lettres et la poésie de Michel-Ange qui incluent des souvenirs de sa nourrice, il est connu que l'artiste était très émotionnellement engagé dans la maternité de Marie, reliant la Vierge Mère à sa propre nourrice. On pense que bien que l'œuvre ait été commandée, la Madone Médicis est en grande partie liée à ses propres problèmes personnels profondément enracinés.
Charles de Tolnay fait observer que c'est à propos de cette figure que Giorgio Vasari émet pour la première fois un jugement positif sur l'inachèvement en tant que concept artistique.
Cette Madone est inhabituelle. De par sa tendance typologique, il s'agit d'une madonna lactans, sans qu'on puisse toutefois déterminer avec certitude si le mouvement de l'Enfant Jésus lui permet vraiment d'atteindre le sein de sa mère. Le fait que le Christ tourne le dos au spectateur et au prêtre célébrant l'office à l'autel qui lui fait face, est inusité, mais déjà préfiguré dans la Vierge à l'escalier. Les jambes croisées de la Vierge sont frappantes, que des historiens font remonter à des modèles antiques.
L'installation de la Madone flanquée des deux saints constitue un retour à la tradition : elle correspond au schéma de la conversation sacrée, thème de prédilection des Médicis, en particulier dans les tableaux d'autel du XVe siècle (Fra Angelico, Fra Filippo Lippi). Avec les saints patrons de la Maison de Médicis, la Madone accorde la grâce divine et la rédemption.
Herbert von Einem (1973) interprète la sculpture comme une Vierge de l'humilité et en même temps les marches sur lesquelles elle serait assise, comme l'échelle céleste menant à Dieu. Jean-Jacques Hatt (1951) voit dans la figure une madonna lactans, et donc un complément sémantique cohérent à la fresque d'une Résurrection de Jésus prévue au plafond au-dessus d'elle. La Madone serait à la fois Vierge et Mère, marquant ainsi une opposition totale avec les allégories féminines des moments du jour.